# Heine Haus (Düsseldorf)
Das Heine Haus ist eine kulturelle Institution in der Düsseldorfer Altstadt, ansässig im Gebäude Bolkerstraße 53, wo sich bis etwa 1821 Heinrich Heines Geburtshaus befand.
Das Haus, das seit 2006 zunächst als Zentrum für Literatur galt und seit 2017 seine Funktion als „Heine Haus Literaturhaus Düsseldorf“ wahrnimmt, widmet sich der Vermittlung und Förderung deutschsprachiger und internationaler zeitgenössischer Literatur. Es wird in einer Public-Private-Partnership zwischen der Landeshauptstadt Düsseldorf, dem Förderverein Heine Haus e. V. und der Literaturhandlung Müller & Böhm geführt, die sich im vorderen Bereich des Hauses befindet. Im hinteren Bereich erstreckt sich ein Veranstaltungsraum mit Literaturcafé.

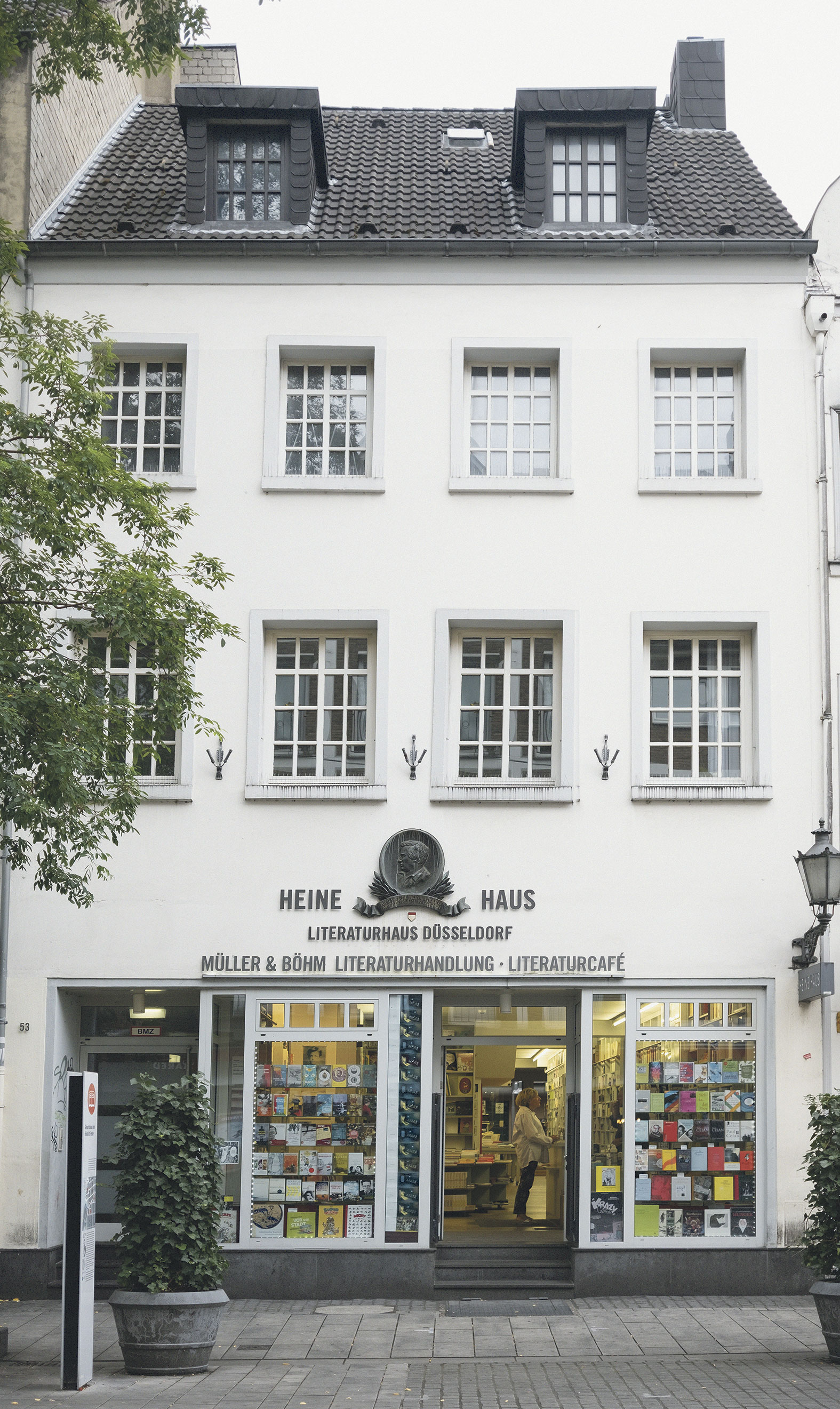
Heine Haus Literaturhaus Düsseldorf in der Bolkerstraße

## Programm Heine Haus Literaturhaus Düsseldorf
Im Heine Haus Literaturhaus Düsseldorf finden ein- bis zweimal pro Woche Autorenlesungen statt, deren Schwerpunkt auf neuer deutscher Literatur liegt. In Reihen wie „Literatur der Nachbarn“ und in verschiedenen Kooperationen werden internationale Werke vorgestellt. Gemeinschaftsprojekte mit der Deutschen Oper am Rhein stellen einen Schnittpunkt zwischen Literatur und Musik dar, Reihen wie „Kunst trifft Literatur“ und Kooperationen unter anderem mit der Kunststiftung NRW eröffnen den Dialog zwischen Literatur und den Künsten. Gesellschaftlichen und kulturpolitischen Fragestellungen bietet das Haus in Form von Diskussionen Raum. Der Lyrik widmet sich das Haus seit 2011 insbesondere mit dem jährlichen, drei Tage umfassenden Programmpunkt „Poesie – Ein Fest im Heine Haus“, in dessen Rahmen der „PoesieDebütPreis Düsseldorf“ vergeben wird.

## PoesieDebütPreis Düsseldorf
Seit 2016 wird vom Verein zur Förderung des Heinrich Heine Geburtshauses e. V. der PoesieDebütPreis Düsseldorf vergeben. Der Preis ist mit einem Geldbetrag in Höhe von 6.000 € dotiert (Stand: 2025), welcher zur Förderung der Lyrik aus Mitteln der Landeshauptstadt Düsseldorf bestritten wird.
2025 erhält die Lyrikerin und Hörspielautorin Frieda Paris für ihr Langgedicht Nachwasser den PoesieDebütPreis Düsseldorf. 2023 wurde der Preis Ronya Othmann für den Gedichtband die verbrechen zugesprochen. Die seit 2017 alle zwei Jahre vergebene Auszeichnung ging 2021 für den Gedichtband dekarnation an die Lyrikerin Eva Maria Leuenberger, 2019 für Die Tiere wissen noch nicht Bescheid an den Lyriker Sebastian Unger, und 2017 an die Lyrikerin Maren Kames, die für halb taube halb pfau prämiert wurde. Erste Preisträgerin war 2016 die Lyrikerin Julia Trompeter mit dem Gedichtband Zum Begreifen nah.
Der Preis wird in Anwesenheit des Preisträgers, gegebenenfalls des Übersetzers sowie den entsprechenden Vertretern des Heine Haus Literaturhaus Düsseldorf und der Landeshauptstadt Düsseldorf vergeben. Obligatorisch ist eine an die Verleihung anschließende Lesung der prämierten Autoren.
Der Preis wird an nationale oder internationale Lyriker verliehen, deren Debüt in deutscher Sprache oder deutscher Übersetzung vorliegt. Als Voraussetzung gilt, dass das Debüt außergewöhnlich sein und seine Veröffentlichung nicht mehr als 24 Monate vor der Preisvergabe zurückliegen sollte. Bei Werken, die in deutscher Übersetzung vorliegen, werden 48 Monate eingeräumt. Ausgeschlossen sind Publikationen im Selbstverlag sowie Online-Publikationen.
Eine Bewerbung um den Preis ist nicht möglich, die Entscheidung über seine Verleihung erfolgt durch den vom Heine Haus Literaturhaus Düsseldorf eingesetzten unabhängigen „Beirat Poesiefest“. Die Sitzung ist nicht öffentlich.

## Geschichte des Gebäudes

### Geburtshaus Heinrich Heines
Am Standort des seit 2006 als Heine Haus bezeichneten Gebäudes an der Bolkerstraße 53 befand sich um 1800 „ein enges, niedriges Gebäude mit einem einzigen, über den Bürgersteig vorspringenden Stockwerk“, in dessen Hinterhaus 1797 der Dichter und Journalist Heinrich Heine geboren wurde.

„Die Stadt Düsseldorf ist sehr schön, und wenn man in der Ferne an sie denkt und zufällig dort geboren ist, wird einem wunderlich zumute. Ich bin dort geboren, und es ist mir, als müßte ich gleich nach Hause gehn. Und wenn ich sage nach Hause gehn, so meine ich die Bolkerstraße und das Haus, worin ich geboren bin …“

Bis 1809 hatte Heinrich Heines Vater, Samson Heine, in diesem Haus eine Wohnung und einen Laden für „Ellenwaren en detail“ gemietet, dann kaufte er das Haus auf der gegenüberliegenden Straßenseite Nr. 42 (im 2. Weltkrieg zerstört) und lebte dort mit seiner Familie bis 1820.

### 19. und 20. Jahrhundert
Heines erster Biograph Adolf Strodtmann glaubte 1867, Heines Geburtsstätte wie folgt beschreiben zu können: „Das neuvermählte Paar [Samson und Betty Heine] zog zunächst in ein enges, niedrig gebautes, einstöckiges Haus in der Bolkerstraße, welches damals mit Nr. 602 bezeichnet war[...].“ Es darf unterstellt werden, dass sich Strodtmann diese Darstellung des  Geburtshauses von noch lebenden Zeugen hat schildern lassen. Gesehen haben kann er es nicht, da es nach seinen eigenen und den aus der Stadtgeschichte bekannten Zeugnissen schon in den Jahren  zwischen 1810 und 1820 abgerissen  und durch ein neues Haus ersetzt wurde.
Die Immobilie gehörte 1766 Jacob Emanuel van Geldern, 1797 Gütchen van Geldern (einer entfernten Verwandten von Heinrich Heines Mutter Betty), dann deren Schwiegersohn Mendel Baruch Wolf (1829 als Eigentümer nachgewiesen), und ging anschließend auf dessen Erben Simon Wolf und danach auf dessen Nachfahren, den Bankier Bernhard Simons, über. Dann wurde das Gebäude an Stephan Schoenefeld, Hoflieferant für Zeichen- und Malutensilien, verkauft, von 1859 bis 1880 dort nachgewiesen. 1862 gründete Franz Schoenfeld, der Sohn Stephan Schoenfelds, hier eine Farben- und Firnisfabrik, aus der später das Unternehmen Lukas Künstlerfarben hervorging. Als weitere Besitzer folgten der Metzger Theodor Hüls von 1881 bis 1889, der Metzger Bernhard van der Beck von 1890 bis 1909, und von 1910 bis 1977 die Bäckerei Wilhelm Weidenhaupt.
Um 1821 wurde das Vorderhaus abgerissen und durch einen zweistöckigen  Neubau ersetzt, der später durch den Einbau von zwei großen Schaufenstern verändert wurde.

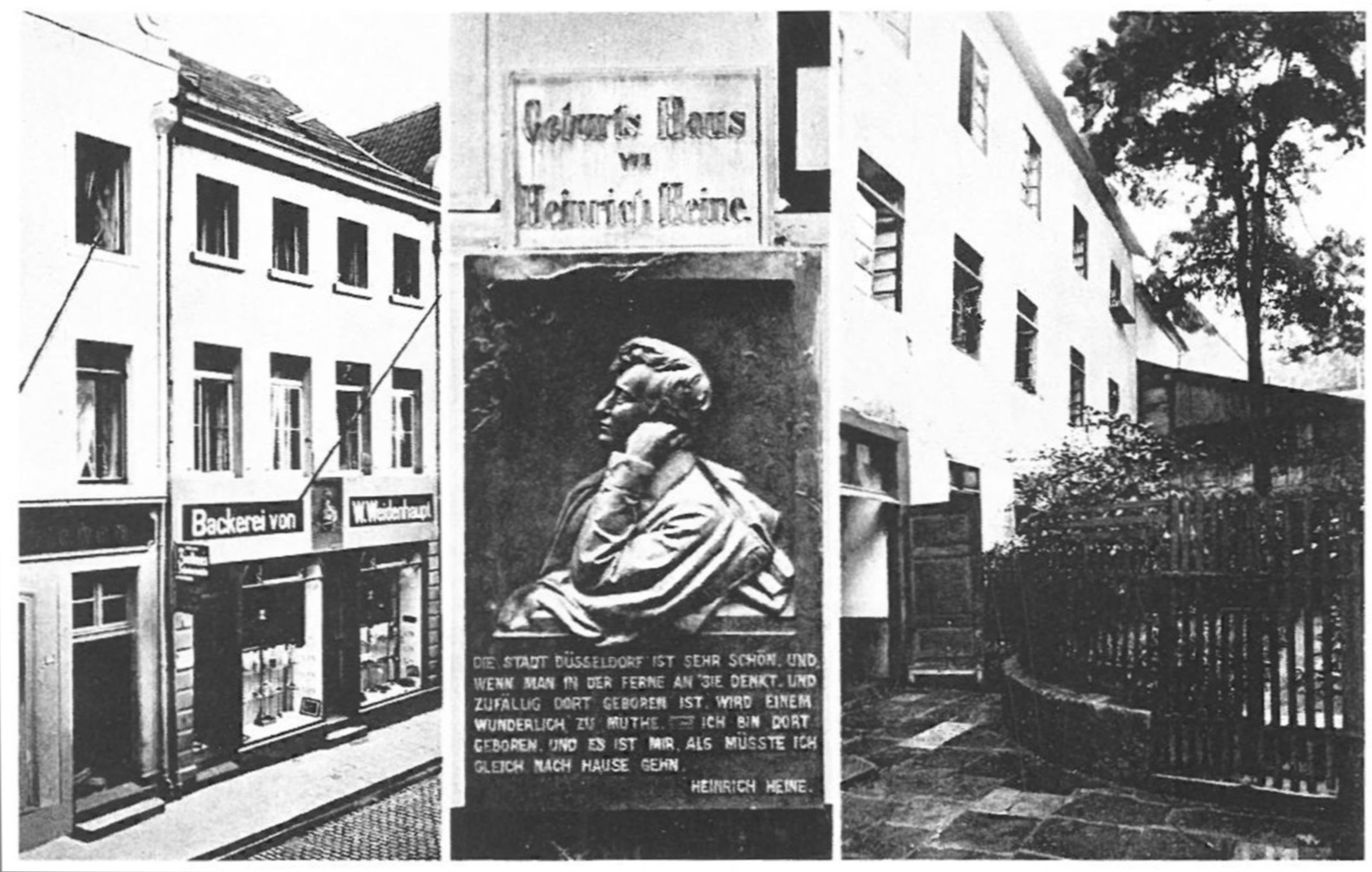
„Geburts Haus“ von Heinrich Heine Postkarte1912

Im Zweiten Weltkrieg wurde das Haus 1943 bis auf die Fassade völlig zerstört. Der Wiederaufbau des zunächst im Besitz der Familie Weidenhaupt verbleibenden Hauses erfolgte ab 1947. Nachfolgend beherbergte es verschiedene Gaststätten und Kneipen wie etwa die ab 1981 von der Brauerei Hannen betriebene „Heines Bierakademie“. Berühmt wurde die legendäre Mata-Hari-Einkaufspassage (eröffnet 1970) mit Eingängen von der Hunsrücken-, der Flinger- und der Bolkerstraße. Die Passage, zu der auch jener Bereich gehörte, wo Heinrich Heine geboren wurde, blieb bis 2002 bestehen. Im Bereich des ehemaligen Heine-Geburtshauses befand sich zu Zeiten der Mata-Hari-Passage ein Brunnen mit einer Heine-Büste. Der Brunnen wurde 2006 abgerissen, die Büste steht heute im Vortragssaal der Buchhandlung Müller & Böhm im Heine Haus.
1990 erwarb die Stadt Düsseldorf gemeinsam mit der Nordrhein-Westfalen-Stiftung Naturschutz, Heimat- und Kulturpflege auf Antrag der Heinrich-Heine-Gesellschaft das Gebäude, in dessen Ladenlokal sich bis 2004 die Gaststätte und der Literaturtreff Schnabelewopski befand, benannt nach der Titelfigur von Heinrich Heines Schelmenroman Aus den Memoiren des Herrn von Schnabelewopski.
Das Gebäude ist seit dem 8. Oktober 1990 in die Denkmalliste der Stadt in der Kategorie Wohn- und Siedlungsbauten eingetragen.

### Gedenktafeln an der Fassade
Am 31. Januar 1867 brachte Stephan Schönfeld, Eigentümer des nach 1821 erfolgten Neubaus, über dem Gesims des Ladens eine Marmortafel an, mit der nicht ganz korrekten Inschrift „Geburts Haus von Heinrich Heine“.

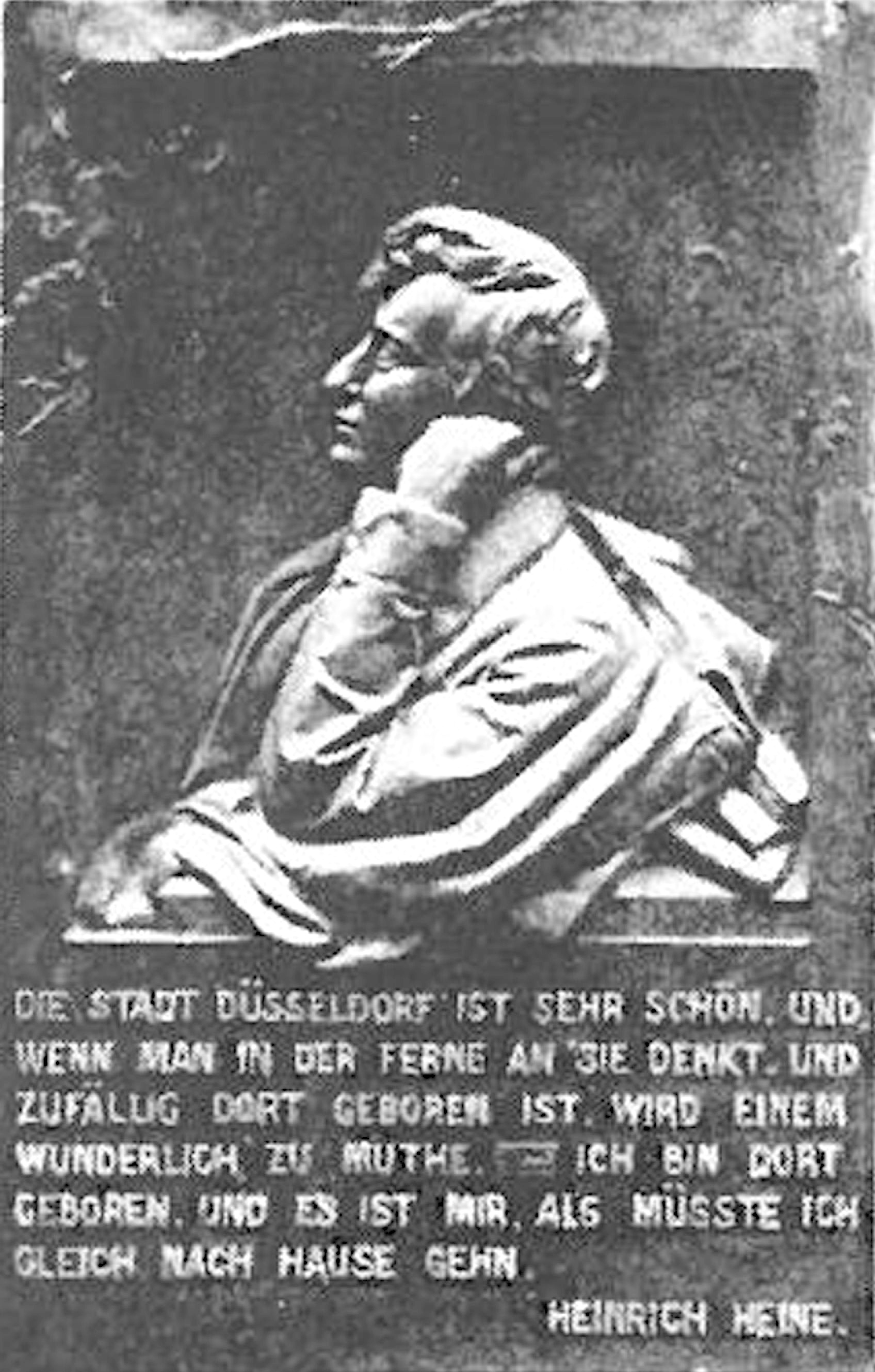
H.Berwald.Heine-Relief1908

Darunter befand sich von 1908 bis ca. 1936/37 eine bronzene Gedenkplakette, geschaffen vom Bildhauer Hugo Berwald und gestiftet von einem belgischen Gönner (sie wurde am 13. Mai 1940 mit anderen Bronzegegenständen zur Verschrottung abtransportiert).
Beide Objekte waren 1938 nicht mehr an der Fassade vorhanden.

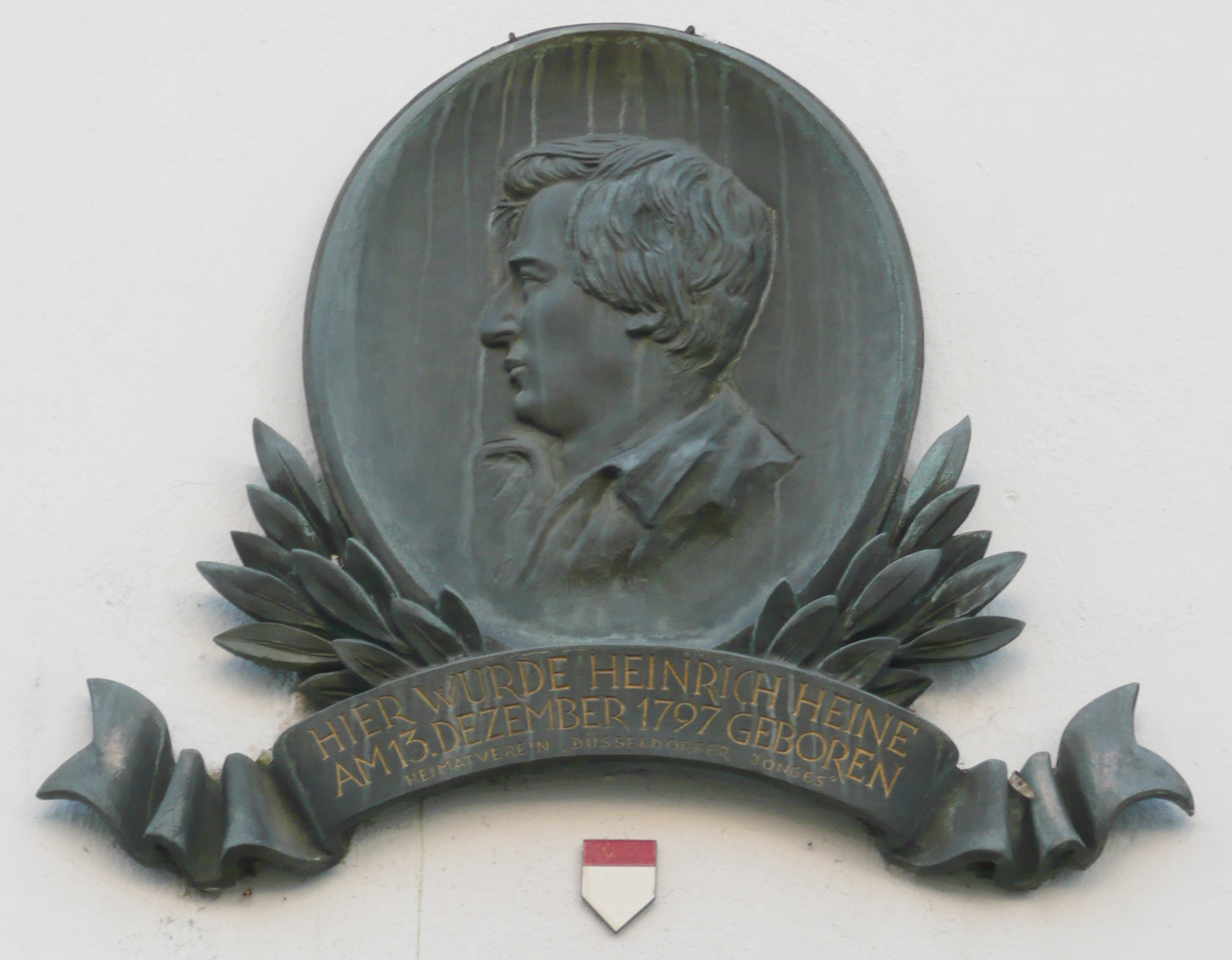
Gedenktafel für Heinrich Heine am Heine Haus von Willi Hoselmann, 1947

Nach 1945 wurde lediglich die Fassade der Hausruine rekonstruiert, an welcher im September 1947 das aktuell vorhandene Bronzerelief Heines, geschaffen von Willi Hoselmann und gestiftet vom Heimatverein Düsseldorfer Jonges, angebracht wurde. Die Inschrift lautet völlig korrekt: HIER WURDE HEINRICH HEINE AM 13.DEZEMBER 1797 GEBOREN Heimatverein Düsseldorfer Jonges.

### Heine Haus Literaturhaus Düsseldorf
Nach umfassendem Umbau und aufwendiger Sanierung wurde das Haus am 17. Februar 2006 als Heine Haus neu eröffnet. Zunächst ein Zentrum für Literatur, heißt es seit 2017 Heine Haus Literaturhaus Düsseldorf.